# Juan Bautista Pérez
Juan Bautista Pérez (Caracas, Venezuela, 20 de diciembre de 1869 - ibídem, 7 de mayo de 1952) fue un abogado y magistrado venezolano. Presidente encargado de los Estados Unidos de Venezuela durante el Gobierno de Juan Vicente Gómez. A pesar del cargo ejecutivo, fue una de las figuras designadas por el Militar para dar un aparente marco de institucionalidad a un período caracterizado por el personalismo.

## Biografía
Juan Bautista Pérez se graduó como abogado en la Universidad Central de Venezuela en 1895 y ejerció los primeros años de su profesión en Villa de Cura, estado Aragua. Al comenzar el siglo XX regresó a Caracas y comenzó a trabajar como magistrado, siendo designado Presidente de la Corte Federal y de Casación en 1929. 
Después de su segundo período presidencial, Juan Vicente Gómez había decidido retirarse a sus haciendas y propiedades en Maracay y mantener el poder político como Comandante en Jefe del ejército. A pesar de su reelección para un nuevo septenio en abril de 1929 y la insistencia de los congresistas, Gómez propuso a Juan Bautista Pérez como encargado de la presidencia.  

### Presidencia encargada (1929-1931)
El 30 de mayo de 1929 Pérez es juramentado y una de sus primeras medidas es la firma de un decreto de expulsión del Obispo de Valencia, monseñor Salvador Montes de Oca, lo que produjo una seria controversia con la jerarquía de la Iglesia católica y la intervención del Nuncio Apostólico. Este conflicto se extendió por dos años. En 1930, por voluntad de Juan Vicente Gómez, ordena cancelar la totalidad de la deuda externa que para ese año alcanzaba los 19 millones de bolívares. En mensaje del 22 de mayo al Congreso Nacional, informa: 

Al haceros traslado de la anterior comunicación del Benemérito jefe de la Causa y Comandante en jefe del Ejército, general Juan Vicente Gómez, pláceme haceros especial recomendación de que os ocupéis con la premura y atención que el caso amerita.

En junio de 1931 el Legislativo responsabilizó a Pérez por la situación económica, así como de permitir la entrada de la ideología comunista al país. Todo esto como una maniobra para debilitar la imagen de Pérez, a quien popularmente tildaban como «Juan el Bobo» y reemplazarlo por el general José María García Velasco. Ante las presiones, Pérez es obligado a dimitir de su cargo. Gómez asume nuevamente la jefatura del Estado y se hace reelegir, con mayores poderes constitucionales, para un nuevo período.

## Trayectoria posterior
Luego de esto, Pérez fue designado como Ministro Plenipotenciario de Venezuela en España y Portugal, cargo que ejerció por dos años. En 1933 regresó a Venezuela, pero en 1936 debe marcharse nuevamente después de que su casa fuera saqueada durante las revueltas ocurridas a raíz de la muerte de Gómez. Residió en España hasta el inicio de la Guerra Civil, trasladándose posteriormente a París hasta 1939, fecha en la que retornó a Venezuela. 
En 1945 la Junta Revolucionaria de Gobierno, presidida por Rómulo Betancourt, confiscó sus bienes. Los mismos fueron restituidos en 1949 por la Junta Militar dirigida por Carlos Delgado Chalbaud. Falleció en Caracas a los 82 años el 7 de mayo de 1952. 